# Amblylakis nigrolimbata
Amblylakis nigrolimbata är en insektsart som beskrevs av Ludwig Redtenbacher 1891. Amblylakis nigrolimbata ingår i släktet Amblylakis och familjen vårtbitare. Inga underarter finns listade i Catalogue of Life.